# Jery Sandoval
Pour les articles homonymes, voir Sandoval.
 (octobre 2012).
Le contenu est difficilement compréhensible vu les erreurs de traduction, qui sont peut-être dues à l'utilisation d'un logiciel de traduction automatique.
 (octobre 2012).
Si vous disposez d'ouvrages ou d'articles de référence ou si vous connaissez des sites web de qualité traitant du thème abordé ici, merci de compléter l'article en donnant les références utiles à sa vérifiabilité et en les liant à la section « Notes et références ».
Jery Sandoval Sanabria, connue sous le surnom Jery, est une actrice, mannequin et chanteuse colombienne, née à Barranquilla, le 18 décembre 1986. Elle est connue pour le rôle de María Reyes dans la série télévisée Los Reyes (version colombienne de la série argentine Los Roldán). Elle joue également dans Código postal.

## Biographie
Jery Sandoval est née à Barranquilla. Son père, le chanteur de vallenato Jorge Sandoval lui a inculqué l’intérêt de la musique et du chant. En fait, elle chanta dans un orchestre d’étudiants du collège Nuestra Señora del Carmen et était membre d’un orchestre appelé Notas y Colores.
Pendant son enfance, Jery Sandoval aimait jouer avec ses amis aux acteurs.

### Mannequinat
En 2000, elle commença sa carrière de mannequin en donnant son image à l’hôtel Barranquilla Plaza et gagna la deuxième place au concours « Chica Miércoles » du périodique El Heraldo. Plus tard, elle gagna le « Reinado de la Luz » à Mesitas del Colegio (Cundinamarca) (prix de  COP$ 3.000.000.oo, environ 1 000 €) et elle y apprit à manier le public. Mais elle avait d'autres buts, car selon ses paroles, « la vie comme mannequin et reine de beauté ne me plaisait pas ».

### Télévision
Elle apparut la première fois à la télévision en travaillant pour la chaîne locale Telebarranquilla, dans un programme intitulé Entre la rubia y la morena (Entre la blonde et la noire – Jery Sandoval est blonde aux yeux verts, comme une Super Saiyan).
En 2002 Sandoval alla à Bogota pour essayer d'y matérialiser son rêve : être chanteuse. Alors qu'elle enregistrait son premier disque, elle apparut dans le programme de RCN Televisión, Muy Buenos Días, de Jota Mario Valencia. Cet épisode fut regardé par Guillermo Restrepo, producteur de Los Reyes, qui l'invita à son casting.

### DansLos Reyes
En principe elle se présentait pour jouer le rôle de Hilda Reyes mais il fut gagné par Constanza Camelo. Par contre, Sandoval  gagna le rôle de María Reyes. Los Reyes se transforma en un succès de la télévision colombienne avec des indices d'audience supérieurs à 43,6 % (comme Betty la Fea). Cela provoqua l’amplification des journées d’enregistrement (deux épisodes par jour), de 7 h à 22 h (voire plus). Ceci provoqua une animosité entre plusieurs des acteurs, tandis que Jery Sandoval étudiait l'anglais dès 4 h tous les jours.

### AuMexique
En 2006 Jery Sandoval alla au Mexique et participa dans un nouveau projet de télévision appelé Código postal qui est le remplaçant de Rebelde. Actuellement, elle possède beaucoup de prestige et d’estime au Mexique grâce à sa beauté et son professionnalisme. Par ailleurs, la sortie de son premier disque est imminente.